# Hạt sơ cấp

Các hạt sơ cấp trong Mô hình Chuẩn

Hạt sơ cấp (tiếng Anh: elementary particle) hay còn gọi là hạt cơ bản, là các hạt hạ nguyên tử không có các cấu trúc phụ, không được cấu tạo từ những hạt khác. Vì thế hạt sơ cấp được coi là tồn tại như một hạt nguyên vẹn, đồng nhất, không thể tách thành các phần nhỏ hơn. Cho đến thời điểm hiện tại các hạt được cho là sơ cấp bao gồm: Các loại "hạt vật chất" và "hạt phản vật chất" thuộc họ fermion (quark, lepton,  phản quark và phản lepton), "các hạt lực" làm trung gian tương tác giữa các hạt fermion thuộc họ hạt boson (gauge bosons và Higgs boson). Một hạt chứa hai hoặc nhiều hạt cơ bản là một hạt tổng hợp.
Vật chất chúng ta tiếp xúc hàng ngày bao gồm các nguyên tử, từng được coi là hạt sơ cấp, có nghĩa là "không thể bị chia nhỏ" trong tiếng Hy Lạp mặc dù sự tồn tại của nguyên tử vẫn còn gây tranh cãi cho đến khoảng năm 1910, vì một số nhà vật lý hàng đầu coi các phân tử là ảo ảnh toán học, và cuối cùng là năng lượng của vật chất. Chẳng bao lâu, các thành phần hạ nguyên tử của nguyên tử đã được xác định. Khi những năm 1930 mở ra, electron và proton đã được phát hiện, cùng với photon, hạt của bức xạ điện từ. Vào thời điểm đó, sự ra đời gần đây của cơ học lượng tử đang làm thay đổi hoàn toàn quan niệm về các hạt, vì một hạt dường như có thể bao trùm một trường như một sóng, một nghịch lý vẫn lảng tránh lời giải thích thỏa đáng.
Thông qua lý thuyết lượng tử, các proton và neutron đã được tìm thấy có chứa hạt quark. Các hạt quark lên và quark xuống hiện nay được coi là các hạt sơ cấp. Và trong một phân tử, ba bậc tự do của electron (điện tích, spin, quỹ đạo) có thể được tách ra thông qua hàm sóng thành ba quasiparticles (holon, spinon, orbiton). Tuy nhiên, một hạt electron tự do không quay quanh hạt nhân nguyên tử và thiếu chuyển động quỹ đạo, có vẻ như không thể chấp nhận được nhưng vẫn được coi là một hạt cơ bản.
Khoảng năm 1980, trạng thái của một hạt cơ bản lúc đó được coi là cấu thành cuối cùng của chất, sau đó đã bị loại bỏ vì một triển vọng thực tế hơn, được thể hiện trong Mô hình chuẩn của vật lý hạt hiện đại, đây là lý thuyết thành công nhất về mặt thực nghiệm của khoa học. Nhiều công trình dựa trên và các lý thuyết ngoài Mô hình chuẩn, bao gồm siêu đối xứng phổ biến, nhân đôi số lượng hạt cơ bản bằng cách đưa ra giả thuyết rằng mỗi hạt được biết đến liên kết với một đối tác "bóng tối" lớn hơn nhiều, mặc dù tất cả các siêu đối tác như vậy vẫn chưa được khám phá  Trong khi đó, một trọng lực trung gian boson cơ bản là hạt graviton vẫn còn là giả thuyết.

## Tổng quát
Tất cả các hạt cơ bản là boson hoặc fermion. Các lớp này được phân biệt bằng số liệu thống kê lượng tử của chúng: fermion tuân theo số liệu thống kê Fermi Dir Dirac và boson tuân theo số liệu thống kê của Bose-Einstein. Spin của chúng được phân biệt thông qua định lý thống kê spin kèm theo: nó là một nửa số nguyên cho fermion và số nguyên cho boson. Mẫu biểu: hạt cơ bản
Trong mô hình chuẩn, các hạt cơ bản được biểu diễn cho tiện ích dự đoán dưới dạng các hạt điểm. Mặc dù rất thành công, nhưng mô hình chuẩn vẫn chưa là một thuyết thống nhất các lực tự nhiên một cách hoàn toàn, do sự vắng mặt của lực hấp dẫn..

## Tính chất của các hạt sơ cấp

### Khối lượng nghỉ
Khối lượng nghỉ hay khối lượng tĩnh của một vật là khối lượng của vật xét trong một hệ quy chiếu mà theo hệ đó, vật là đứng yên. Đại đa số vật chất, trừ photon và neutrino, đều có khối lượng nghỉ khác 0.

### Thời gian tồn tại
Các hạt sơ cấp đa số có thể phân rã thành các hạt khác. Thời gian sống của chúng dao động từ 10−6 đến 10−24 giây. Một số ít hạt sơ cấp được gọi là bền, có thời gian sống rất lớn, có thể coi là bền như electron 1022 năm, proton 1030 năm. Người ta nghiên cứu thời gian sống của hạt sơ cấp thông qua lý thuyết xác suất, dựa trên thời gian để một số lượng n hạt sơ cấp phân rã chỉ còn lại 0.5n hạt

### Điện tích
Một số hạt trung hòa về điện có điện tích bằng không như phôtôn γ và nơtrinô ν. Một số hạt khác mang điện tích âm hoặc dương, với trị số tuyệt đối đều bằng điện tích nguyên tố của electron 1.602 x 10−19 C

### Số lạ
Số lạ là đại lượng đặc trưng lượng tử của các hạt sơ cấp, được đưa ra khi nghiên cứu quá trình phân rã của các hạt mêzôn K: K+, K0, và hyperon Υ: Λ0, Σ+, Σ0, Σ- tuân theo định luật bảo toàn số lạ

## Phân loại các hạt sơ cấp
Các hạt sơ cấp được chia làm 2 nhóm chính là fermion (các hạt tạo nên vật chất trong vũ trụ) và boson (các hạt truyền tương tác).

### Hạt Fermion
Fermion gồm 12 loại chia làm 2 nhóm là quark - các hạt nặng và lepton - các hạt nhẹ. Quark gồm sáu loại là up, down, charm, strange, top và bottom. Trong đó vật chất chúng ta thấy hàng ngày có hạt nhân gồm neutron và proton, ở đó neutron được tạo thành bởi 3 quark, 1 up và 2 down còn proton là 2 up và 1 down.
Các hạt fermion có spin bán nguyên, ½. Mỗi hạt fermion đều có một phản hạt riêng. Fermion là hạt sơ cấp cấu thành nên vật chất. Chúng được phân loại dựa theo tương tác trong thuyết sắc động học lượng tử và theo mô hình chuẩn có 12 hương của fermion cơ bản, bao gồm 6 quark và 6 lepton.

#### Các quark
Các quark tương tác với nhau bởi lực màu (color force), mỗi quark đều có phản hạt và tồn tại ở 6 hương.
| Hệ | Quark   | Quark | Điện tích | Khối lượng (MeV/c²) | Phản quark                                       |
| 1  | Up      | (u)   | +⅔        | 1.5 to 4            | Phản quark trên:{\displaystyle {\overline {u}}}  |
| 1  | Down    | (d)   | −⅓        | 4 to 8              | Phản quark dưới:{\displaystyle {\overline {d}}}  |
| 2  | Strange | (s)   | −⅓        | 80 to 130           | Phản quark lạ:{\displaystyle {\overline {s}}}    |
| 2  | Charm   | (c)   | +⅔        | 1,150 to 1,350      | Phản quark duyên:{\displaystyle {\overline {c}}} |
| 3  | Bottom  | (b)   | −⅓        | 4,100 to 4,400      | Phản quark đáy:{\displaystyle {\overline {b}}}   |
| 3  | Top     | (t)   | +⅔        | 178,000 ± 4,300     | Phản quark đỉnh:{\displaystyle {\overline {t}}}  |

#### Các lepton
Lepton (tiếng Hy Lạp là Λεπτόν) có nghĩa là "nhỏ" và "mỏng". Tên này có trước khi khám phá ra các hạt tauon, một loại hạt lepton nặng có khối lượng gấp đôi khối lượng của proton.
Lepton là hạt có spin bán nguyên, ½, và không tham gia trong tương tác mạnh. Lepton hình thành một nhóm hạt sơ cấp phân biệt với các nhóm gauge boson và quark.
Có 12 loại lepton được biết đến, bao gồm ba loại hạt vật chất là electron, muyon và tauon, cùng 3 neutrino tương ứng và 6 phản hạt của chúng. Tất cả các lepton điện tích đều có điện tích là -1 hoặc + 1 (phụ thuộc vào việc chúng là hạt hay phản hạt) và tất cả các neutrino cùng phản neutrino đều có điện tích trung hòa. Số lepton của cùng một loại được giữ ổn định khi hạt tham gia tương tác, được phát biểu trong định luật bảo toàn số lepton.
| Hạt điện tích / phản hạt            | Hạt điện tích / phản hạt                        | Hạt điện tích / phản hạt | Hạt điện tích / phản hạt |  | Neutrino / phản neutrino                   | Neutrino / phản neutrino                                            | Neutrino / phản neutrino | Neutrino / phản neutrino |
| Tên                                 | Ký hiệu                                         | Điện tích                | Khối lượng (GeV/c²)      |  | Tên                                        | Ký hiệu                                                             | Điện tích                | Khối lượng (MeV/c²)      |
| Electron / Phản electron (positron) | {\displaystyle \epsilon ^{-}\,/\,\epsilon ^{+}} | −1 / +1                  | 0,000511                 |  | Electron neutrino / Electron phản neutrino | {\displaystyle \nu _{\epsilon }\,/\,{\overline {\nu }}_{\epsilon }} | 0                        | <0,000003                |
| Muon / Phản muon                    | {\displaystyle \mu ^{-}\,/\,\mu ^{+}}           | −1 / +1                  | 0,1056                   |  | Muon neutrino / Muon phản neutrino         | {\displaystyle \nu _{\mu }\,/\,{\overline {\nu }}_{\mu }}           | 0                        | <0,19                    |
| Tauon / Phản tauon                  | {\displaystyle \tau ^{-}\,/\,\tau ^{+}}         | −1 / +1                  | 1,777                    |  | Tau neutrino / Tau phản neutrino           | {\displaystyle \nu _{\tau }\,/\,{\overline {\nu }}_{\tau }}         | 0                        | <18,2                    |

### Hạt Gauge boson
Boson gồm bốn loại hạt tương ứng với bốn loại tương tác cơ bản là photon - tương tác điện từ, graviton - tương tác hấp dẫn, gluon - tương tác mạnh, weak boson (gồm hai loại W và Z) - tương tác yếu.
Các boson đều có spin nguyên. Các lực cơ bản của tự nhiên được truyền bởi các hạt gauge boson. Theo mô hình chuẩn có 13 loại hạt boson cơ bản:
- Quang tử, photon, có spin 1, là hạt truyền tương tác trong lực điện từ.
- Các W boson và Z boson có spin 1 là hạt truyền tương tác trong lực tương tác yếu.
- 8 gluon có spin 1 là hạt truyền tương tác trong lực tương tác mạnh.

Hiện tại, các thuyết vật lý dự đoán về sự tồn tại của một số boson khác như:
- Higgs boson, có spin 0, được dự đoán bởi mô hình chuẩn của thuyết điện yếu thống nhất.
- Graviton, có spin 2, được cho là hạt truyền tương tác trong lực hấp dẫn và được dự đoán bởi thuyết hấp dẫn lượng tử.
- Các thành phần siêu đối xứng của các hạt fermion (là slepton và squark).
- Graviscalar có spin 0.
- Graviphoton có spin 1.
- Goldstone boson.
- X boson và phản X boson được dự đoán trong lý thuyết thống nhất GUT.

## Tương tác của các hạt sơ cấp

### Tương tác mạnh
Tương tác mạnh là tương tác giữa các hạt hadron, giữ các thành phần của hạt nhân của nguyên tử lại với nhau, chống lại lực đẩy rất lớn giữa các proton.